# Guadalupe la Meza
Guadalupe la Meza är en ort i Mexiko.   Den ligger i kommunen Zapotitlán och delstaten Puebla, i den sydöstra delen av landet, 220 km sydost om huvudstaden Mexico City. Guadalupe la Meza ligger 2 241 meter över havet och antalet invånare är 160.
Terrängen runt Guadalupe la Meza är huvudsakligen kuperad. Guadalupe la Meza ligger uppe på en höjd. Runt Guadalupe la Meza är det glesbefolkat, med 9 invånare per kvadratkilometer. Närmaste större samhälle är Zaragoza, 8,6 km nordost om Guadalupe la Meza. Trakten runt Guadalupe la Meza består i huvudsak av gräsmarker.